# レヴァン (ムフラニ公)
ムフラニ公レヴァン（グルジア語: ლევან მუხრანბატონი、グルジア語ラテン翻字: Levan Mukhranbatoni、1670年 – 1739年5月14日）は、カルトリ王国のタヴァディ（貴族）。バグラティオニ王家の分家であるムフラニ家の出身であった。レヴァンは1719年から1721年までムフラニのバトニ（公）であった。またレヴァンは、職権により内カルトリのサルダリ（司令官）を兼ね、カルトリ宮廷のムサフルトゥフツェシ（宮内長官）でもあった。

## 生涯
レヴァンはムフラニ公パプナとイメレティの貴族レヴァン・アバシゼの娘タマルの一人息子であった。1719年、カルトリの摂政であるバカル王太子は、レヴァンの叔父であるムフラニ公エレクレの目を潰し、追放した。これによりレヴァンに、ムフラニ公の地位と領地が与えられた。しかしながら1721年、今度はレヴァンは追放された。これは、カルトリ王ヴァフタング6世が、和解した自身の兄弟イエセにムフラニ公領を与えたためであった。レヴァンはロシア帝国に亡命したが、1728年に帰国した。

## 家族
レヴァンはエレネという女性と結婚し、9人の息子をもうけた。
- パプナ（1719年 – 1740年）
- レヴァン（1719年 – ?）
- シモン（1726年 – 1785年） - ムフラニ公
- イオアネ（1727年 – 1793年）
- クリステポレ（fl. 1727 – c. 1736） - ツィルカニ大主教
- イリア（1728年 – ?）
- エディシェル（1734年 – ?）
- マムカ
- ギオルギ（? – 1788年没）